# 疏勒州
疏勒州，清朝时设置的州。
光绪八年（1882年）置，治所在今新疆维吾尔自治区喀什市。直隶甘肃省。十年改属新疆省。辖境相当今新疆维吾尔自治区喀什、疏附、疏勒、伽师、乌恰、阿图什等市县地。二十八年（1902年）升为疏勒府。 